# 沈樵
沈樵（1998年9月23日—），原名孙富巧，四川泸州人。中國大陸裸体替身演员。沈樵为其艺名。

## 生平
2019年，为了炒作自己的知名度，沈樵谎称在饭店“被性侵”。后来退出娱乐圈，在抖音等平台作网络主播，也曾在YouTube以“女性床技私房课”为网名，上传关于性爱姿势的教学示范影片。自2020年4月以来，沈樵自导自演性爱视频15部，在网上以56元人民币的价格打包出售。同时，她以88元、99元、500元人民币的价格与粉丝进行裸聊、裸拍，依靠出售性爱视频收入16万余元人民币，裸聊、裸拍收入20余万元人民币。2021年6月，山东省济南市公安机关接到顺丰快递报案，称其企业形象因沈樵与假冒的快递人员在酒店拍摄性爱视频而造成严重损害。6月下旬，公安机关将沈樵抓获，至案发时，其拍摄的性爱视频网络播放量已达上千万次。